# Partido Nacional Monárquico
El Partido Nacional Monárquico (Partito Nazionale Monarchico) (PNM) fue un partido político italiano fundado en 1946. Fue el principal rival de Democracia Cristiana (DC) por su derecha, especialmente fuerte en el sur de Italia. 
El partido logró su mejor resultado electoral en las elecciones generales de 1953, con un 6,9% de los voto, quedando en cuarto por votos lugar detrás de la DC, el PCI y el PSI. En 1954, el partido sufrió una importante escisión encabezada por Achille Lauro, alcalde de Nápoles entre 1952 y 1957, que creó el Partido Monárquico Popular (PMP), que estaba más cerca de DC. En las elecciones generales de 1958, el PNM logró un 2,2% de los votos, mientras que el PMP un 2,6%.
En 1959 los dos partidos monárquicos se unieron en el Partido Democrático Italiano de Unidad Monárquica.

## Resultados electorales
| Cámara de Diputados |                |      |         |     |                 |           |
| Año electoral       | Votos          | %    | Escaños | +/– | Líder           | Gobierno  |
| 1946                | 637.328 (#7)   | 2,77 | 16/556  | –   | Alfredo Covelli | Oposición |
| 1948                | 729.078 (#5)   | 2,78 | 14/574  | 2   | Alfredo Covelli | Oposición |
| 1953                | 1.854.850 (#4) | 6,85 | 40/590  | 26  | Alfredo Covelli | Oposición |
| 1958                | 659.997 (#8)   | 2,23 | 11/596  | 29  | Alfredo Covelli | Oposición |

| Senado de la República |                |      |         |     |                 |
| Año electoral          | Votos          | %    | Escaños | +/– | Líder           |
| 1948                   | 393.510 (#7)   | 1,74 | 3/237   | –   | Alfredo Covelli |
| 1953                   | 1.581.128 (#4) | 6,51 | 14/237  | 11  | Alfredo Covelli |
| 1958                   | 565.045        | 2,16 | 2/246   | 12  | Alfredo Covelli |

- Datos: Q1054567
- Multimedia: Partito Nazionale Monarchico / Q1054567